# یواس‌اس وینداور (ای‌اس‌آر-۱۸)
یواس‌اس وینداور (ای‌اس‌آر-۱۸) (به انگلیسی: USS Windhover (ASR-18)) یک زیردریایی است.